# Gondolin
Gondolin är en fiktiv plats i J.R.R. Tolkiens litterära produktion. Gondolin (sindarin för Dolda klippan eller Vattenmusikens klippa - det senare p.g.a springbrunnarna som fanns i berget), är en stad och land. Historien om Gondolin skildras i Silmarillion.
Gondolin grundades av noldorfursten Turgon under Första Åldern som en hemlig tillflyktsort och mönstringsplats under alvernas krig mot Morgoth. Staden låg på en klippa på Tumladens slätt i norra Beleriand, omgiven av bergskedjorna Echoriath i norr och Crissaegrim i söder, och skyddades från Fiendens spioner av Thorondors vaksamma örnar. Dess läge röjdes oavsiktligt av Húrin, Túrin Turambars fader, men först efter tillfångatagandet av Maeglin, som i sin iver att bryta malm trotsat sin konung och lämnat staden, kunde Morgoth anfalla.
Dock visade det sig att denna Morgoths största triumf skulle så fröet till hans nederlag: bland de överlevande flyktingarna från Gondolin fanns prinsessan Idril Celebrindal, hennes make människan Tuor och deras son Eärendil. De nådde Balars ö, dit även flyktingar från Doriath anlänt — inklusive Elwing, sondotter till Beren och Lúthien och ägare till en av de tre silmarillerna — och när inget mer såg ut att kunna stå i vägen för Fiendens slutliga triumf lyckades det Earendil, med Elwing och silmarillen vid sin sida, att bryta igenom de förtrollningar som Valar lagt över haven runt Aman och inför Makterna vädja om deras nåd och hjälp.
Till furstarna Turgon och Finrod sände Ulmo en dröm som varnade för att Morgoth inte kunde hållas inspärrad för evigt i Angband. De bestämde sig båda för att bygga ett hemligt fäste, och Finrod hade snart huggit ut Nargothrond ur floden Narogs klippor. För Turgon tog det längre tid, och det var först sedan Ulmo sänt honom ytterligare en dröm som han fann Tumladens slätt, en gammal sjöbotten omgiven av höga berg med en gammal flodfåra som enda kontakt med yttervärlden. Här lät han i hemlighet uppföra en vacker stad, inspirerad av Tirion på Túna, och när den var färdig lämnade han och hans folk sina tidigare bosättningar i Nevrast och färdades dit längs fördolda vägar. För att spärra av ingången lät han bygga sex portar, och efter Nírnaeth Arnoediad (de otaliga tårarnas slag) även en innersta och sjunde, enligt följande:
- Träporten
- Stenporten
- Bronsporten
- Järnporten
- Silverporten
- Guldporten
- Stora porten eller Maeglins port; ibland även kallad Stålporten

Varje port hade en egen vaktstyrka med unik uniform och beväpning, symboliskt knuten till portens material. 
Kaptenen för Stora Porten var Echtelion av källsprånget som tog emot Tuor när denne kom till Gondolin.